# Dudul Tulku Lobsang Thupten
Dudul Tulku Lobsang Thupten aussi écrit  Dhuedul Trulku Lobsang Thubten, tibétain : བདུད་འདུལ་སྤྲུལ་སྐུ་བློ་བཟང་ཐུབ་བསྟན, Wylie : bdud 'dul sprul sku blo bzang thub bstan,(1938 Amdo -14 octobre 2022 Inde) est un membre du Parlement tibétain en exil y ayant représenté de la province de l'Amdo en 1972. 